# Suberites axiatus
Suberites axiatus är en svampdjursart som beskrevs av Ridley och Arthur Dendy 1886. Suberites axiatus ingår i släktet Suberites och familjen Suberitidae. Inga underarter finns listade i Catalogue of Life.